# 桥头镇 (威海市)
桥头镇是中国山东省威海市环翠区下辖的一个镇。

## 行政区划
桥头镇下辖桥头村、埠上村、信河北村、义河北村、大院村、方吉村、董家夼村、后于家村、东于家村、中于家村、西于家村、西山后村、碑鲁村、报信村、邓家店村、马井泊村、北墩前村、彭家埠村、黄金庄村、北子城村、南子城村、南台村、所前泊村、涧北村、东涧村、刘家泊村、西贞村、徐家庄村、前宅库村、大贞村、洛西村、后宅库村、教里村、宋家店村、河西庄村、东洛后村、西洛后村、观里东村、观里西村、姚家圈村、盘川夼村、雅格庄村、福禄庄村、东龙山村、西龙山村、新建村、孟家庄村、柴里村、江家口村、黑石村、产里村。

## 著名人物
- 香港第四任特首 梁振英